# Bitch Better Have My Money
Bitch Better Have My Money – singel barbadoskiej piosenkarki Rihanny. Singel swoją premierę miał 26 marca 2015 roku. Twórcami tekstu utworu są Jamille Pierre, Bibi Bourelly, Rihanna, Travis Scott, Kanye West oraz Ebony „WondaGurl” Oshunrinde, natomiast jego produkcją zajęli się Deputy, West, Scott i WondaGurl.
„Bitch Better Have My Money” jest utrzymany w stylu muzyki hip-hop oraz trap, więc różni się od poprzedniego wydawnictwa – „FourFiveSeconds”. Utwór otrzymał mieszane recenzje od krytyków muzycznych; wielu stwierdzało, że utwór jest „chwytliwy” i gotowy do grania w klubach, podczas gdy inni uważali, że jest słabszy od poprzedniego singla piosenkarki. Piosenka dotarła do pierwszej dziesiątki międzynarodowych list w ośmiu krajach, w tym w Nowej Zelandii i Francji, a także w pierwszej dwudziestce w sześciu kolejnych krajach, w tym w Kanadzie, Stanach Zjednoczonych i Australii.
Aby promować utwór Rihanna wystąpiła m.in. na iHeartRadio Music Awards 2015. Teledysk został opublikowany 2 lipca 2015 roku.

## Lista utworów
- Digital download (Explicit version)[1]

1. „Bitch Better Have My Money” – 3:39

- Digital download (Clean version)[2]

1. „B**** Better Have My Money” – 3:39

- Digital download – Don Corleon Dancehall Remix[3]

1. „Bitch Better Have My Money (feat. Beenie Man & Bounty Killer)” – 3:28

- Digital download – GTA Remix[4]

1. „Bitch Better Have My Money” (GTA Remix) – 3:48

- Digital download – Michael Woods Remix[5]

1. „Bitch Better Have My Money” (Michael Woods Remix) – 4:24

- Digital download – R3hab Remix[6]

1. „Bitch Better Have My Money” (R3hab Remix) – 3:48

## Notowania i certyfikaty
| Lista (2015)                           | Najwyższa pozycja |
| -------------------------------------- | ----------------- |
| Australia (Top 50 Singles)             | 14                |
| Austria (Ö3 Austria Top 40)            | 18                |
| Belgia (Ultratop 50 Singles, Flandria) | 27                |
| Belgia (Ultratop 50 Singles, Walonia)  | 11                |
| Czechy (Singles Digitál – Top 100)     | 15                |
| Dania (Track Top-40)                   | 25                |
| Francja (Top Singles & Titres)         | 3                 |
| Hiszpania (PROMUSICAE)                 | 6                 |
| Holandia (Single Top 100)              | 37                |
| Irlandia (Singles Chart)               | 32                |
| Kanada (Billboard Canadian Hot 100)    | 11                |
| Niemcy (Media Control Charts)          | 17                |
| Norwegia (VG-Lista)                    | 24                |
| Nowa Zelandia (Recorded Music NZ)      | 10                |
| Słowacja (Singles Digitál – Top 100)   | 9                 |
| Stany Zjednoczone (Hot 100)            | 15                |
| Szwajcaria (Singles Top 100)           | 7                 |
| Szwecja (Sverigetopplistan)            | 14                |
| Węgry (Single (track) Top 40 lista)    | 8                 |
| Wielka Brytania (UK Singles Chart)     | 27                |
| Włochy (FIMI)                          | 49                |

| Lista (2015)                                  | Najwyższa pozycja |
| --------------------------------------------- | ----------------- |
| Kanada (Billboard Canadian Hot 100)           | 76                |
| Stany Zjednoczone (Hot 100)                   | 48                |
| Stany Zjednoczone (Hot Dance Club Songs)      | 9                 |
| Stany Zjednoczone (Hot R&B/Hip-Hop Songs)     | 14                |
| Stany Zjednoczone (Billboard Hot 100 Airplay) | 63                |
| Stany Zjednoczone (Hot R&B/Hip-Hop Airplay)   | 7                 |
| Stany Zjednoczone (Rhythmic Top 40)           | 28                |

| Państwo                  | Status             |
| ------------------------ | ------------------ |
| Australia (ARIA)         | platynowa płyta    |
| Dania (IFPI Dania)       | złota płyta        |
| Francja (SNEP)           | złota płyta        |
| Niemcy (BVMI)            | złota płyta        |
| Nowa Zelandia (RMNZ)     | złota płyta        |
| Polska (ZPAV)            | 2× platynowa płyta |
| Stany Zjednoczone (RIAA) | 2× platynowa płyta |
| Szwecja (GLF)            | platynowa płyta    |
| Wielka Brytania (BPI)    | złota płyta        |
| Włochy (FIMI)            | platynowa płyta    |

## Historia wydania
| Region            | Data            | Format                                             | Wytwórnia                 | Źródło      |
| ----------------- | --------------- | -------------------------------------------------- | ------------------------- | ----------- |
| Brazylia          | 26 marca 2015   | Digital download                                   | Roc Nation, Westbury Road | [ 45 ]      |
| Kanada            | 26 marca 2015   | Digital download                                   | Roc Nation, Westbury Road | [ 1 ]       |
| Niemcy            | 26 marca 2015   | Digital download                                   | Roc Nation, Westbury Road | [ 46 ]      |
| Francja           | 26 marca 2015   | Digital download                                   | Roc Nation, Westbury Road | [ 47 ]      |
| Włochy            | 26 marca 2015   | Digital download                                   | Roc Nation, Westbury Road | [ 48 ]      |
| Nowa Zelandia     | 26 marca 2015   | Digital download                                   | Roc Nation, Westbury Road | [ 49 ]      |
| Hiszpania         | 26 marca 2015   | Digital download                                   | Roc Nation, Westbury Road | [ 50 ]      |
| Wielka Brytania   | 26 marca 2015   | Digital download                                   | Roc Nation, Westbury Road | [ 51 ]      |
| Stany Zjednoczone | 26 marca 2015   | Digital download                                   | Roc Nation, Westbury Road | [ 52 ]      |
| Wielka Brytania   | 6 kwietnia 2015 | Mainstream radio                                   | Roc Nation, Westbury Road | [ 53 ]      |
| Świat             | 3 maja 2015     | Digital download (GTA Remix) (Michael Woods Remix) | Roc Nation, Westbury Road | [ 4 ] [ 5 ] |
| Świat             | 4 maja 2015     | Digital download (R3hab Remix)                     | Roc Nation, Westbury Road | [ 6 ]       |
| Wielka Brytania   | 18 maja 2015    | Mainstream radio (re-release)                      | Roc Nation, Westbury Road | [ 54 ]      |
| Stany Zjednoczone | 16 czerwca 2015 | Mainstream radio                                   | Roc Nation, Westbury Road | [ 55 ]      |